# Waimate Island
Waimate Island ist eine Insel im Hauraki Gulf, im Norden der Nordinsel von Neuseeland.

## Geographie
Waimate Island befindet sich an der Westküste der Coromandel Peninsula, rund 7,5 km westnordwestlich von Coromandel. Die kürzeste Entfernung zum Festland beträgt rund 3,2 km und geht in östliche Richtung zur Ruffin Peninsula.
Die Insel besitzt eine Länge von rund 1,6 km in Nordnordwest-Südsüdost-Richtung und eine maximale Breite von rund 650 m in Ost-West-Richtung. Sie kommt dabei auf eine Gesamtfläche von 72,5 Hektar. Die höchste Erhebung mit 130 m befindet sich im südlichen Teil der Insel.
Motukopake Island ist die nächstliegende Nachbarinsel von Waimate Island. Sie liegt in einem Abstand von lediglich 145 m in nordöstlicher Richtung. Der in Minimum rund 800 m breite Waimate Channel trennt Waimate Island von der südöstlich befindlichen Insel Motutapere Island und der wenige hundert Meter dahinter liegenden mit Abstand größeren Insel Whanganui Island. Im Osten ist noch die rund 2,6 km entfernte Insel Motukakarikitahi Island zu finden, die Rat Island als Beinamen hat.